# The Big Hurt
The Big Hurt is de achtentwintigste aflevering van het zesde seizoen van het tienerdrama Beverly Hills, 90210, die voor het eerst werd uitgezonden op 1 mei 1996.

## Verhaal
Eindelijk is er beslist dat Tara wegmoet en dat vinden Donna en Clare een fijn uitzicht. Tara is hier nog niet zo blij mee en wil Kelly een hak zitten. Kelly vraagt Tara om haar goudvissen te voeren, ze haalt een pot visvoer uit haar tas en gooit hem helemaal leeg in het aquarium. Als Kelly later thuiskomt, ziet ze haar vissen dood drijvend in het water. Ze roept meteen naar Tara, maar die speelt de onschuld zelf. Tara wijst erop dat uit het potje visvoer van Kelly weinig uit is, dus ze is onschuldig. Tara heeft filmrolletjes die ze nog moet laten ontwikkelen en Kelly stuurt haar naar Brandon op de redactie waar ze een doka hebben. Als Tara daar bezig is, komt Brandon binnen en Tara probeert hem te verleiden. Brandon trekt zich geschrokken terug en wil Kelly hierover inlichten. Kelly die alleen thuis is, kijkt rond in de koffer van Tara en vindt daar brieven van haar ouders. Ze belt met de moeder die Tara allang niet meer gesproken heeft en is dolblij iets te horen. Kelly vertelt dit tegen Tara die helemaal door het lint gaat en grijpt haar pistool en bedreigt Kelly hiermee. Ze dwingt Kelly in haar auto en laat haar naar het strand rijden. Als Kelly wil ontsnappen, slaat Tara haar bewusteloos. Kelly wordt weer wakker vastgebonden aan het stuur en Tara heeft een slang van de uitlaat naar binnen de auto geleid. Ze wil zo zelfmoord plegen samen met Kelly. Kelly wint haar vertrouwen terug en vraagt haar haar handen los te maken. Dit doet Tara, pakt het pistool af en vlucht naar buiten. Na deze gebeurtenissen wordt Tara opgenomen in een Psychiatrische inrichting en haar moeder bedankt Kelly voor haar telefoontje. Ze hopen dat Tara weer beter wordt.
De advocaat van Colin bevestigd dat er een regeling gemaakt is met het Openbaar Ministerie wat betreft de strafmaat voor Colin. Hij krijgt zes maanden en alleen de rechter moet de afspraak bekrachtigen, maar dat is volgens de advocaat slechts een formaliteit. Als ze voor de rechter staan dan geven ze aan een regeling gemaakt te hebben, de rechter gaat hier niet mee akkoord omdat hij vindt dat de straf veel te laag is voor de gepleegde feiten en geeft Colin twee jaar in een zwaar beveiligde gevangenis. Dit schokt Colin en Valerie enorm en Colin ziet het niet meer zitten.
Steve is helemaal deftig gekleed nu hij gaat kennismaken met een vriend van de familie Arnold, een prins. Steve maakt kennis met prins Carl en het klikt meteen, mede omdat de prins ook een Chevrolet rijdt. Steve en de prins maken al plannen om een autohandel te beginnen, Steve moet in Amerika chevrolets kopen en sturen naar Europa waar Carl ze kan verkopen onder zijn welgestelde vrienden. Clare hoort dit aan en heeft er weinig vertrouwen in. Carl geeft Steve Koninklijke manchetknopen en is daar verschrikkelijk trots op en laat dit iedereen weten.
David en Donna zijn nog steeds bezig met de videoclip van Powerman 5000. Ze hebben een videoclip gemonteerd en willen dat Brandon, Susan en Joe deze bekijken en hun mening geven. Joe loopt al snel weg omdat hij vindt dat Donna veel te gewaagd gekleed is in de video. Donna wil de vrede bewaren tussen haar en Joe en vraagt David om bepaalde scènes te wissen. David geeft morrend toe maar hun baas wil toch dat ze scènes weer terugplaatsen. David gaat dit doen en Donna wil Joe hierover inlichten, deze vertelt haar dat hij er nog over nagedacht heeft en dat hij overdreven gereageerd had.

## Rolverdeling
- Jason Priestley - Brandon Walsh
- Jennie Garth - Kelly Taylor
- Ian Ziering - Steve Sanders
- Brian Austin Green - David Silver
- Tori Spelling - Donna Martin
- Tiffani Thiessen - Valerie Malone
- Joe E. Tata - Nat Bussichio
- Kathleen Robertson - Clare Arnold
- Jason Wiles - Colin Robbins
- Emma Caulfield - Susan Keats
- Cameron Bancroft - Joe Bradley
- Nicholas Pryor - Milton Arnold
- Paige Moss - Tara Marks
- Michael Woolson - Erik Budman
- Nick Kiriazis - Prins Carl
- Powerman 5000 - Zichzelf (muzikale gast)